# Masies Catalanes (Albiol)
Masies Catalanes es una entidad de población española del municipio de Albiol, perteneciente a la provincia de Tarragona, en la comunidad autónoma de Cataluña. En 2022, la entidad singular de población tenía empadronados 451 habitantes y el núcleo de población, los mismos.